# Holothrix socotrana
Holothrix socotrana är en orkidéart som beskrevs av Robert Allen Rolfe. Holothrix socotrana ingår i släktet Holothrix och familjen orkidéer. IUCN kategoriserar arten globalt som sårbar.
Artens utbredningsområde är Socotra. Inga underarter finns listade i Catalogue of Life.